# 兵庫県道720号テクノパーク三田線
兵庫県道720号テクノパーク三田線（ひょうごけんどう720ごう テクノパークさんだせん）は、兵庫県三田市を通る一般県道である。別名「三田幹線」とも呼ばれる。

## 概要
三田市テクノパークから三田市狭間が丘1丁目に至る。

### 路線データ
- 起点：三田市テクノパーク（テクノパーク前交差点、兵庫県道92号三田西インター線交点）
- 終点：三田市狭間が丘1丁目（嶋ケ谷交差点、兵庫県道17号西脇三田線交点）
- 総延長：約7.199 km

## 歴史
- 1996年（平成8年） - 県道560号三田上内神線から改称。

## 路線状況
全区間上下各2車線で、制限速度は60 km/h、国道176号のバイパス機能も有する県道で、神戸・宝塚方面からの流入がある。路線名の由来となった北摂三田テクノパークと北摂三田ニュータウンを結ぶ。嶋が谷交差点から上内神交差点までの約6.6 km間は本線に信号はなく、上下線の間に神戸電鉄公園都市線が走る。

### 別名
- ホロンピアロード
- 三田幹線

### 道路施設

#### 橋梁
- 内神橋（内神川、三田市）
- 赤松大橋（兵庫県道356号上荒川三田線・池尻川、三田市）

## 地理

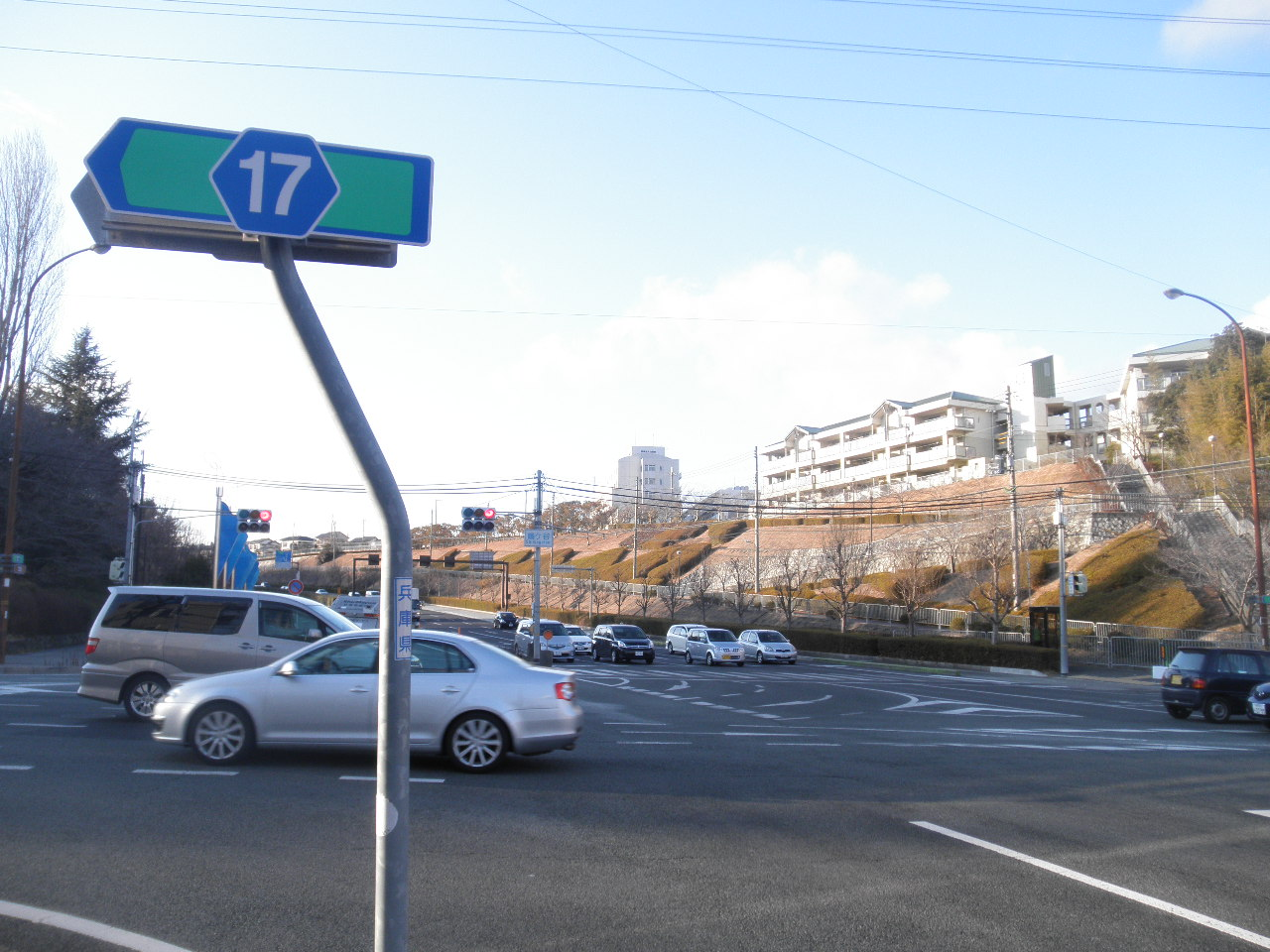
起点付近（三田市挾間が丘1丁目）

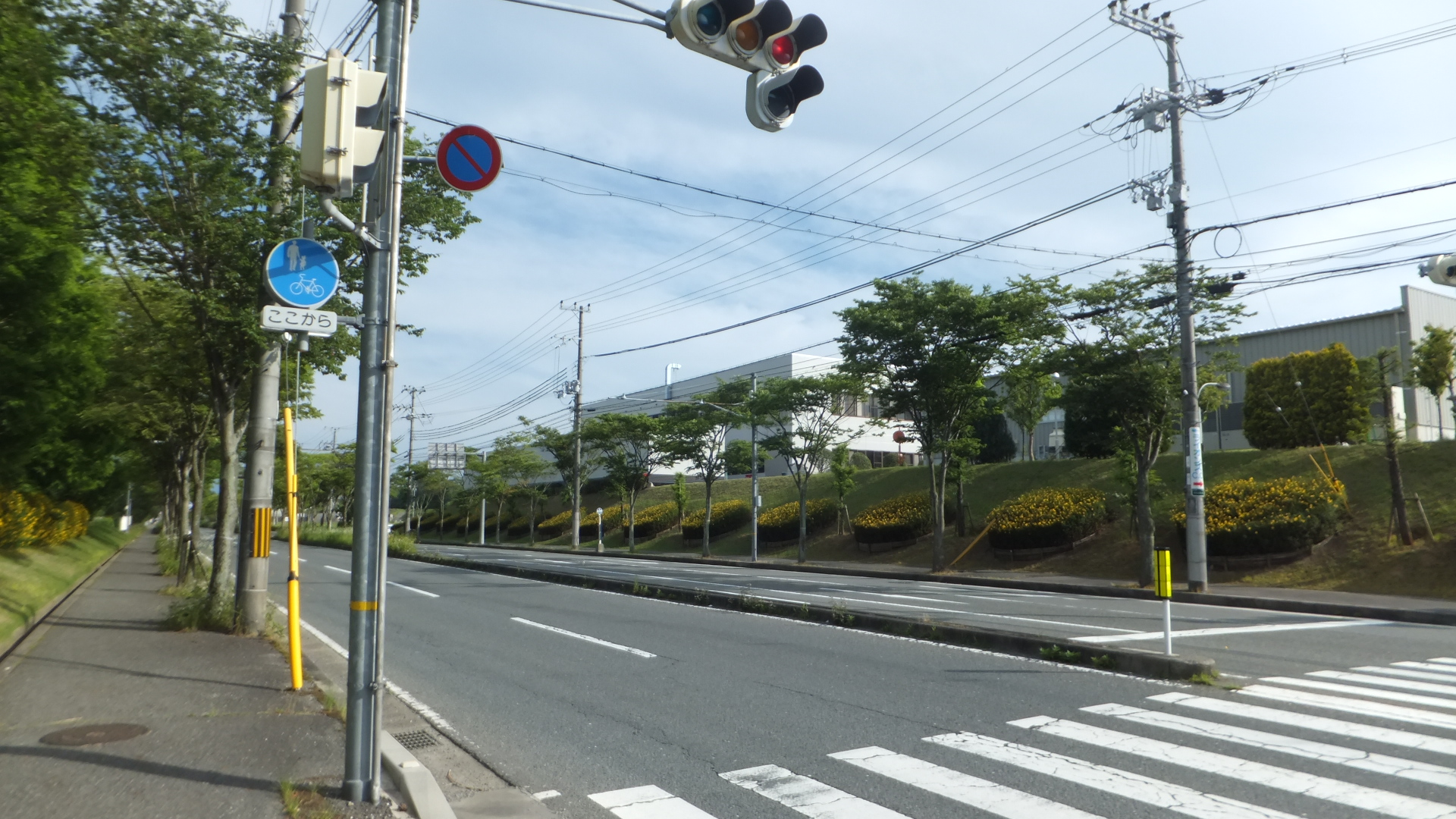
終点付近
三田市テクノパーク付近で撮影

### 通過する自治体
- 三田市

### 交差する道路
| 交差する道路                 | 交差する場所  | 交差する場所                      |
| ---------------------------- | ------------- | --------------------------------- |
| 兵庫県道92号三田西インター線 | テクノパーク  | テクノパーク前交差点 / 起点       |
| 兵庫県道316号広野永福線      | 中内神        | 上内神交差点                      |
| 兵庫県道95号灘三田線         | 弥生が丘6丁目 | 弥生が丘6丁目交差点               |
| 兵庫県道356号上荒川三田線    | 上深田        | 上深田交差点                      |
| 兵庫県道17号西脇三田線       | 狭間が丘1丁目 | 嶋ケ谷（しまがたに）交差点 / 終点 |

### 交差する鉄道
- 神戸電鉄公園都市線（上り線）

### 沿線
- E27 舞鶴若狭自動車道 1 三田西IC
- 三田市立ゆりのき台小学校
- 神戸電鉄公園都市線
  - ウッディタウン中央駅 - 南ウッディタウン駅 - フラワータウン駅
- 三田市立富士小学校
- 三田市立ひまわり特別支援学校
- 武庫が丘郵便局
- 神戸三田国際公園都市
- 人と自然の博物館
- 三田学園中学校・高等学校

## ギャラリー

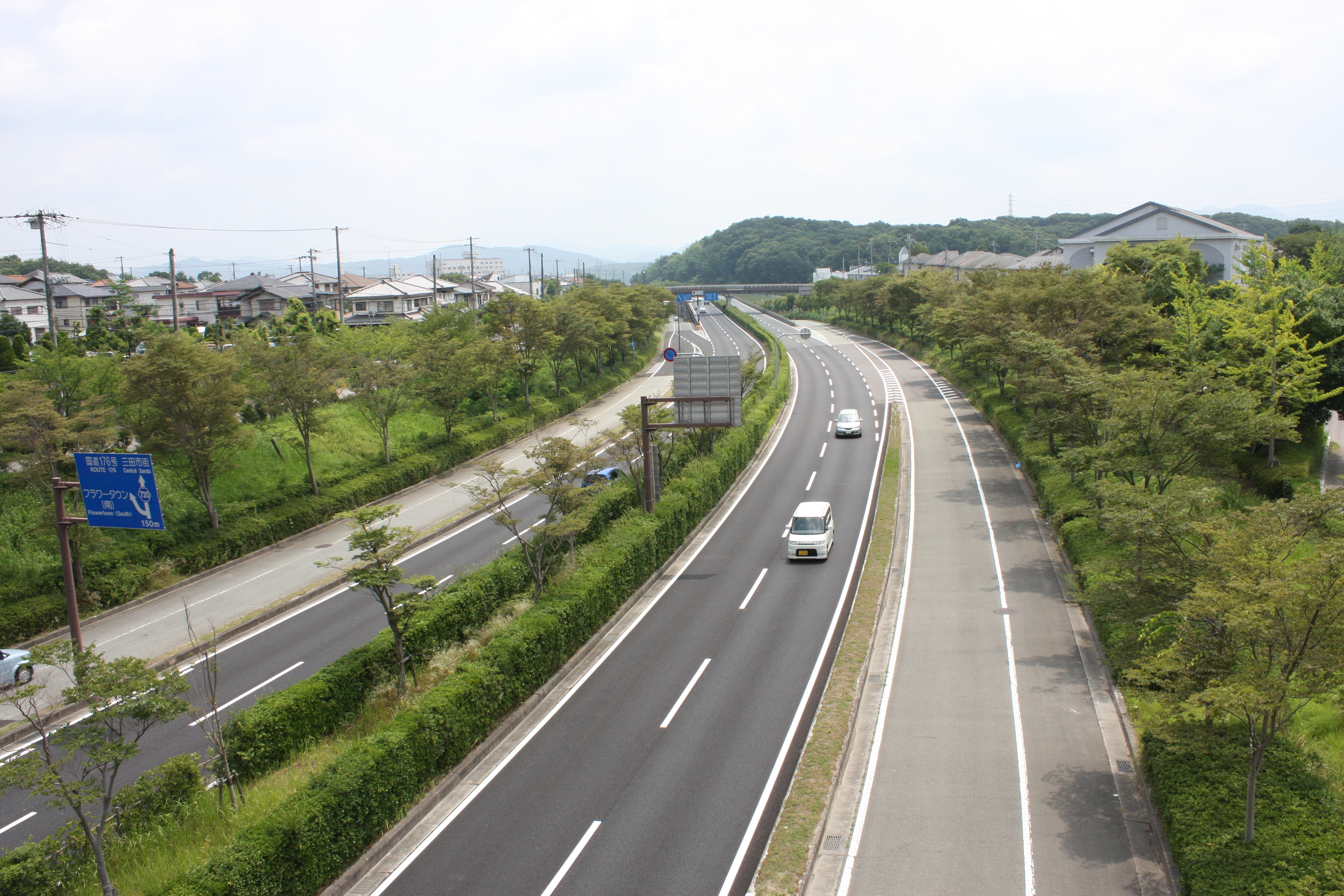
県道720号線のフラワータウン中央と嶋が谷交差点の間の様子（2010年）
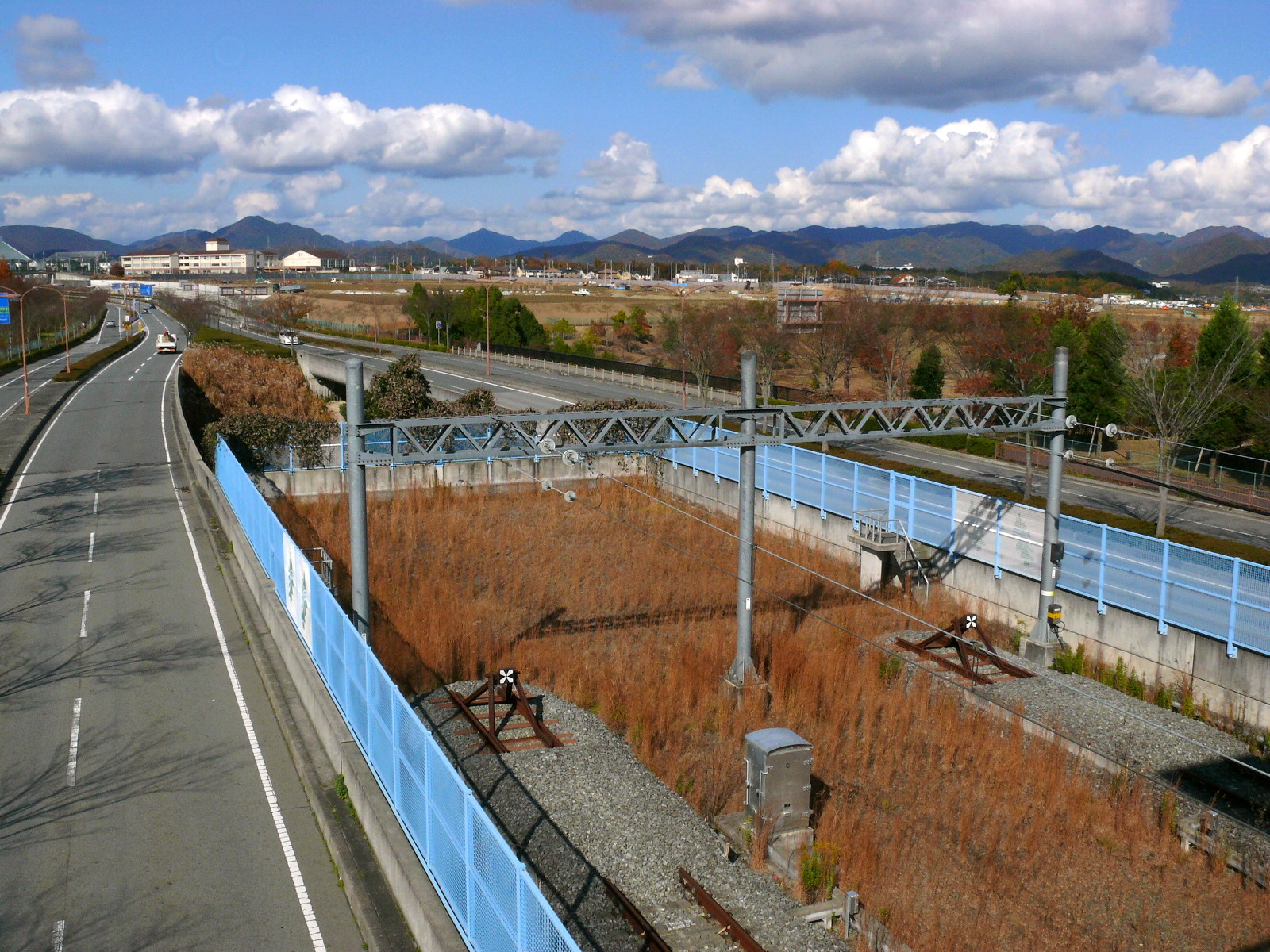
県道720号線と神戸電鉄公園都市線の線路終端部（2008年）
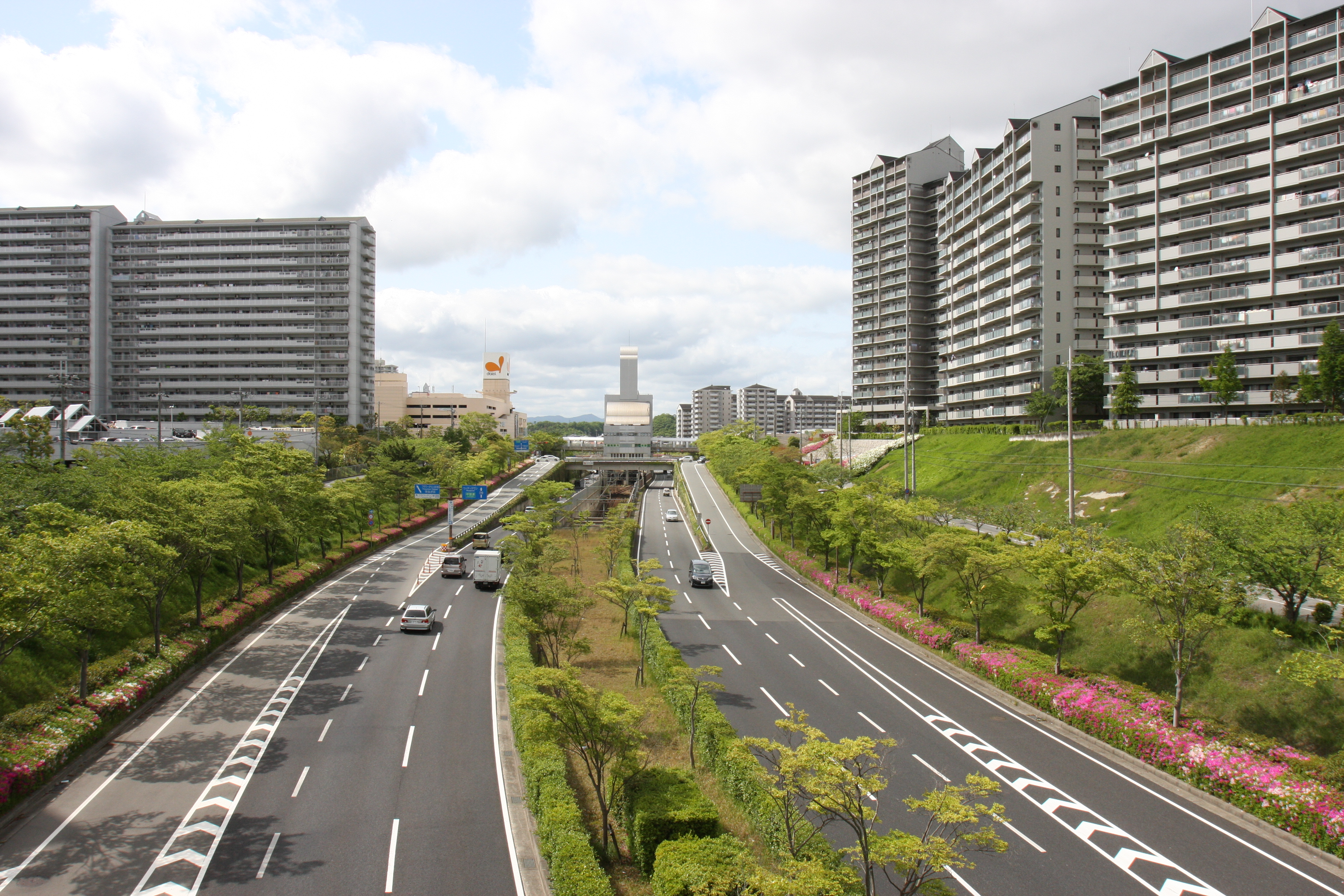
フラワータウン駅（中央）周辺と県道720号線のウッディタウン方面を望む（2012年）